# Telkonsaari (ö, lat 61,36, long 28,02)
Telkonsaari är en ö i Finland. Den ligger i sjön Saimen och i kommunen Puumala i den ekonomiska regionen  S:t Michel och landskapet Södra Savolax, i den södra delen av landet, 210 km nordost om huvudstaden Helsingfors. Öns största längd är 9,7 kilometer i nord-sydlig riktning.